# Ctena bella
Ctena bella är en musselart. Ctena bella ingår i släktet Ctena och familjen Lucinidae. Inga underarter finns listade i Catalogue of Life.